# Itz
 (janvier 2016).
Si vous disposez d'ouvrages ou d'articles de référence ou si vous connaissez des sites web de qualité traitant du thème abordé ici, merci de compléter l'article en donnant les références utiles à sa vérifiabilité et en les liant à la section « Notes et références ».

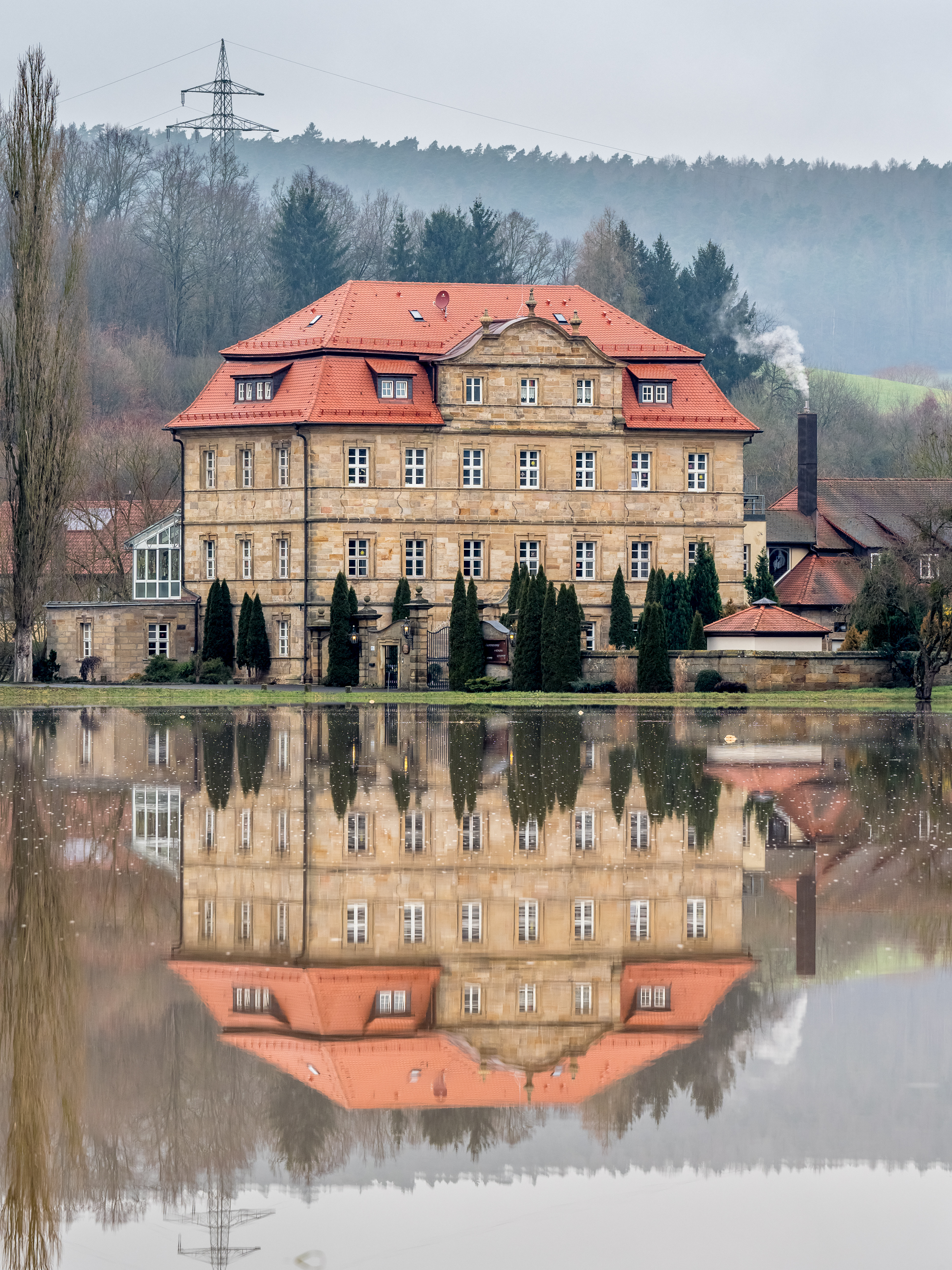
Le long de la rivière Itz dans le village de Gleusdorf. Janvier 2018.

L'Itz est une rivière allemande de 80 km de long qui coule dans le land de Thuringe et de Bavière. Elle est un affluent du Main et donc un sous-affluent du Rhin.